# Jan Marek Owsiński
Jan Marek Owsiński, właśc. Jan Mariusz Owsiński, także Marek Owsiński (ur. 27 maja 1944 w Warszawie, zm. 26 listopada 2022 tamże) – polski dziennikarz i menedżer, działacz opozycji antykomunistycznej w PRL. Były dyrektor Polskiego Radia i Radia Eska oraz wiceprzewodniczący Komitetu ds. Radia i Telewizji „Polskie Radio i Telewizja”.

## Życiorys
W latach 1962–1968 członek Zrzeszenia Studentów Polskich, był także kandydatem na członka Koła Młodych Stowarzyszenia „Pax”. W 1967 ukończył studia historyczne na Uniwersytecie Warszawskim, studiował następnie na Wydziale Ekonomii Politycznej Uniwersytetu Warszawskiego. Uczestniczył w wydarzeniach marca 1968, zaangażowany w próbę utworzenia Warszawskiego (Międzyuczelnianego) oraz Ogólnopolskiego Komitetu Studenckiego. Od marca do sierpnia 1968 aresztowany, następnie relegowany z uczelni i skazany na karę grzywny. Od 1969 do 1974 pracował jako redaktor miesięcznika „Życie Osiedli WSM”, następnie do 1982 zatrudniony w Naczelnej Redakcji Programów Oświatowych i Popularnonaukowych Polskiego Radia w ramach Radiokomitetu. Od września 1980 członek Niezależnego Samorządnego Związku Zawodowego „Solidarność”. Działał w redakcji Radia „S” Regionu Mazowsze, rejestrował m.in. obrady I Krajowego Zjazdu Delegatów. Od 17 grudnia 1981 do 15 czerwca 1982 internowany w Ośrodkach Odosobnienia Warszawa-Białołęka, Jaworze i Darłówek. Z przyczyn politycznych do 1987 pozbawiony stałego zatrudnienia, od 1987 do 1989 redaktor w Zakładzie Wydawnictw i Nagrań Polskiego Związku Niewidomych. Od 1983 współtworzył podziemne archiwum „Solidarności”, zajmując się zwłaszcza obróbką i transkrypcją nagrań wideo. Był także autorem scenariusza komiksu Solidarność – pierwszych 500 dni (1984).
W 1989 członek sekretariatu strony opozycyjnej przy Okrągłym Stole i pracownik zespołu medialnego Komitet Obywatelskiego „Solidarność”. Od 1990 był dyrektorem w Programie IV Polskiego Radia, zaś od 1991 do 1993 zastępcą dyrektora Radiokomitetu. W jego ramach był kierownikiem Polskiego Radia (wydzielonego z Radiokomitetu dopiero w 1992). W latach 1994–1997 redaktor naczelny i prezes Radia Eska, następnie doradca w Radiu Racja. W latach 2000–2007 wicedyrektor i dyrektor Biura Programowego Polskiego Radia, w 2007 przeszedł na emeryturę. Należał do założycieli Stowarzyszenia „Archiwum Solidarności”.
7 grudnia 2022 pochowany na Cmentarzu Powązkowskim w Warszawie.

## Odznaczenia
Odznaczony Krzyżem Kawalerskim (2005) i Oficerskim (2007) Orderu Odrodzenia Polski, Złotym Krzyżem Zasługi (2000) oraz Odznaką „Zasłużony Działacz Kultury” (2001).